# Danh sách mạng lưới đa kênh
Đây là một danh sách các mạng lưới đa kênh nổi tiếng. Các mạng lưới đa kênh là các tổ chức hoạt động với nền tảng video như YouTube để hỗ trợ trong các lĩnh vực như "sản phẩm, lập trình, tài trợ, quảng bá, quản lý đối tác, quản lý quyền kỹ thuật số, kiếm tiền/bán hàng và/hoặc phát triển khán giả", thường đổi lấy doanh thu phần trăm AdSense từ kênh.
Chúng cũng còn được gọi là Online Video Studios, MCNs, OVSs, YouTube Networks hoặc đơn giản là Networks.

## Trụ sở ở Anh Quốc
- Brave Bison
- ChannelFlip (21st Century Fox)
- Diagonal View (ITV, Daily Mail, Reuters)
- The Yogscast

## Trụ sở ở Bắc Mỹ
- Above Average Productions (Broadway Video)
- Alloy Entertainment (AT&T)
- AwesomenessTV (Viacom)
- BroadbandTV Corp (Bertelsmann)
- Channel Frederator Network (Wow Unlimited Media)
- Curse: Union for Gamers (Amazon)
- Defy Media (Lionsgate / Viacom)
- Disney Digital Network
- Discovery Digital Networks (Discovery)
- Fullscreen (AT&T)
- The Game Theorists
- JETPAK
- Kin Community
- Linus Media Group (Linus Sebastian)
- Machinima.com (AT&T)
- My Damn Channel (Disney)
- NormalBoots Inc.
- ONErpm
- StarMaker Interactive (Qualcomm)
- Style Haul (Bertelsmann)
- Symphonic Distribution
- TYT Network
- Vevo (Universal / Sony)
- Warner Music Group
- Wonderly

## Trụ sở ở nơi khác trên thế giới
- Adober Studios tên cũ là Chicken Pork Adobo (Philippines)
- Alveum (Bỉ)
- afreecaTV (Hàn Quốc)
- Digisay (Ai Cập)
- Diwan Videos (Dubai, UAE)
- LifeTube (Ba Lan)
- Mediakraft Networks (Đức)
- MediaCube Network (Canada)
- Studio71 (Đức)
- Uturn Entertainment (Ả Rập Xê Út)
- Valleyarm (Úc)
- Zoomin.TV (Hà Lan)
- The Viral Fever (Ấn Độ)
- Hololive Production (Nhật Bản)
- METUB Network  (Việt Nam)